# Úszás az 1928. évi nyári olimpiai játékokon
Sablon:Úszás az 1928. évi nyári olimpiai játékokon
Az 1928. évi nyári olimpiai játékok úszóversenyein tizenegy versenyszámban avattak olimpiai bajnokot. A kiírt versenyszámok az előző, 1924. évi olimpiához képest nem változtak.

## Éremtáblázat
(A táblázatokban a rendező ország csapata és a magyar csapat eltérő háttérszínnel, az egyes számoszlopok legmagasabb értéke, vagy értékei vastagítással kiemelve.)
| Az 1928. évi nyári olimpiai játékok éremtáblázata úszásban | Az 1928. évi nyári olimpiai játékok éremtáblázata úszásban | Az 1928. évi nyári olimpiai játékok éremtáblázata úszásban | Az 1928. évi nyári olimpiai játékok éremtáblázata úszásban | Az 1928. évi nyári olimpiai játékok éremtáblázata úszásban | Olimpia  |
| ---------------------------------------------------------- | ---------------------------------------------------------- | ---------------------------------------------------------- | ---------------------------------------------------------- | ---------------------------------------------------------- | -------- |
|                                                            | Ország                                                     | Arany                                                      | Ezüst                                                      | Bronz                                                      | Összesen |
| 1.                                                         | Egyesült Államok (USA)                                     | 6                                                          | 2                                                          | 3                                                          | 11       |
| 2.                                                         | Hollandia (NED)                                            | 1                                                          | 2                                                          | 0                                                          | 3        |
| 3.                                                         | Japán (JPN)                                                | 1                                                          | 1                                                          | 1                                                          | 3        |
| 3.                                                         | Németország (GER)                                          | 1                                                          | 1                                                          | 1                                                          | 3        |
| 5.                                                         | Svédország (SWE)                                           | 1                                                          | 0                                                          | 1                                                          | 2        |
| 6.                                                         | Argentína (ARG)                                            | 1                                                          | 0                                                          | 0                                                          | 1        |
|                                                            |                                                            |                                                            |                                                            |                                                            |          |
| 7.                                                         | Nagy-Britannia (GBR)                                       | 0                                                          | 2                                                          | 2                                                          | 4        |
| 8.                                                         | Ausztrália (AUS)                                           | 0                                                          | 2                                                          | 0                                                          | 2        |
| 9.                                                         | Magyarország (HUN)                                         | 0                                                          | 1                                                          | 0                                                          | 1        |
|                                                            |                                                            |                                                            |                                                            |                                                            |          |
| 10.                                                        | Dél-afrikai Unió (RSA)                                     | 0                                                          | 0                                                          | 1                                                          | 1        |
| 10.                                                        | Fülöp-szigetek (PHI)                                       | 0                                                          | 0                                                          | 1                                                          | 1        |
| 10.                                                        | Kanada (CAN)                                               | 0                                                          | 0                                                          | 1                                                          | 1        |
|                                                            |                                                            |                                                            |                                                            |                                                            |          |
| Összesen                                                   | Összesen                                                   | 11                                                         | 11                                                         | 11                                                         | 33       |

## Férfi úszás
Férfi úszásban hat – öt egyéni és egy váltó – versenyszámot írtak ki. A két legeredményesebb férfi úszó Johnny Weissmuller és George Kojac két-két aranyérmet nyertek.

### Éremtáblázat
| Az 1928. évi nyári olimpiai játékok éremtáblázata férfi úszásban | Az 1928. évi nyári olimpiai játékok éremtáblázata férfi úszásban | Az 1928. évi nyári olimpiai játékok éremtáblázata férfi úszásban | Az 1928. évi nyári olimpiai játékok éremtáblázata férfi úszásban | Az 1928. évi nyári olimpiai játékok éremtáblázata férfi úszásban | Olimpia  |
| ---------------------------------------------------------------- | ---------------------------------------------------------------- | ---------------------------------------------------------------- | ---------------------------------------------------------------- | ---------------------------------------------------------------- | -------- |
|                                                                  | Ország                                                           | Arany                                                            | Ezüst                                                            | Bronz                                                            | Összesen |
| 1.                                                               | Egyesült Államok (USA)                                           | 3                                                                | 1                                                                | 2                                                                | 6        |
| 2.                                                               | Japán (JPN)                                                      | 1                                                                | 1                                                                | 1                                                                | 3        |
| 3.                                                               | Svédország (SWE)                                                 | 1                                                                | 0                                                                | 1                                                                | 2        |
| 4.                                                               | Argentína (ARG)                                                  | 1                                                                | 0                                                                | 0                                                                | 1        |
| 5.                                                               | Ausztrália (AUS)                                                 | 0                                                                | 2                                                                | 0                                                                | 2        |
| 6.                                                               | Magyarország (HUN)                                               | 0                                                                | 1                                                                | 0                                                                | 1        |
| 6.                                                               | Németország (GER)                                                | 0                                                                | 1                                                                | 0                                                                | 1        |
| 8.                                                               | Fülöp-szigetek (PHI)                                             | 0                                                                | 0                                                                | 1                                                                | 1        |
| 8.                                                               | Kanada (CAN)                                                     | 0                                                                | 0                                                                | 1                                                                | 1        |
|                                                                  |                                                                  |                                                                  |                                                                  |                                                                  |          |
| Összesen                                                         | Összesen                                                         | 6                                                                | 6                                                                | 6                                                                | 18       |

### Érmesek
| Az 1928. évi nyári olimpiai játékok érmesei férfi úszásban | |         |                                                                                          |         |                                                                             |         |
| Versenyszám                                                | Arany | Arany   | Ezüst                                                                                    | Ezüst   | Bronz                                                                       | Bronz   |
| 100 m gyors                                                | Johnny Weissmuller · Egyesült Államok (USA)                                                                             | 58,6    | Bárány István · Magyarország (HUN)                                                       | 59,8    | Takaisi Kacuo · Japán (JPN)                                                 | 1:00,0  |
| 400 m gyors                                                | Alberto Zorrilla · Argentína (ARG)                                                                                      | 5:01,6  | Andrew Charlton · Ausztrália (AUS)                                                       | 5:03,6  | Arne Borg · Svédország (SWE)                                                | 5:04,6  |
| 1500 m gyors                                               | Arne Borg · Svédország (SWE)                                                                                            | 19:51,8 | Andrew Charlton · Ausztrália (AUS)                                                       | 20:02,6 | Buster Crabbe · Egyesült Államok (USA)                                      | 20:28,8 |
| 100 m hát                                                  | George Kojac · Egyesült Államok (USA)                                                                                   | 1:08,2  | Walter Laufer · Egyesült Államok (USA)                                                   | 1:10,0  | Paul Wyatt · Egyesült Államok (USA)                                         | 1:12,0  |
| 200 m mell                                                 | Curuta Josijuki · Japán (JPN)                                                                                           | 2:48,8  | Erich Rademacher · Németország (GER)                                                     | 2:50,6  | Teofilo Yldefonso · Fülöp-szigetek (PHI)                                    | 2:56,4  |
| 4 × 200 m gyorsváltó                                       | Egyesült Államok (USA) · Austin Clapp · Walter Laufer · George Kojac · Johnny Weissmuller · Paul Samson* · David Young* | 9:36,2  | Japán (JPN) · Jonejama Hirosi · Arai Nobuo · Szada Tokuhei · Takaisi Kacuo · Noda Kazuo* | 9:41,4  | Kanada (CAN) · Munroe Bourne · James Thompson · Garnet Ault · Walter Spence | 9:47,8  |

* - a versenyző csak az előfutamban vett részt, így nem kapott érmet

## Női úszás
Női úszásban öt – négy egyéni és egy váltó – versenyszámot írtak ki. A két legeredményesebb női úszó, Martha Norelius és Albina Lucy Osipowich két-két aranyérmet nyertek.

### Éremtáblázat
| Az 1928. évi nyári olimpiai játékok éremtáblázata női úszásban | Az 1928. évi nyári olimpiai játékok éremtáblázata női úszásban | Az 1928. évi nyári olimpiai játékok éremtáblázata női úszásban | Az 1928. évi nyári olimpiai játékok éremtáblázata női úszásban | Az 1928. évi nyári olimpiai játékok éremtáblázata női úszásban | Olimpia  |
| -------------------------------------------------------------- | -------------------------------------------------------------- | -------------------------------------------------------------- | -------------------------------------------------------------- | -------------------------------------------------------------- | -------- |
|                                                                | Ország                                                         | Arany                                                          | Ezüst                                                          | Bronz                                                          | Összesen |
| 1.                                                             | Egyesült Államok (USA)                                         | 3                                                              | 1                                                              | 1                                                              | 5        |
| 2.                                                             | Hollandia (NED)                                                | 1                                                              | 2                                                              | 0                                                              | 3        |
| 3.                                                             | Németország (GER)                                              | 1                                                              | 0                                                              | 1                                                              | 2        |
| 4.                                                             | Nagy-Britannia (GBR)                                           | 0                                                              | 2                                                              | 2                                                              | 4        |
| 5.                                                             | Dél-afrikai Unió (RSA)                                         | 0                                                              | 0                                                              | 1                                                              | 1        |
|                                                                |                                                                |                                                                |                                                                |                                                                |          |
| Összesen                                                       | Összesen                                                       | 5                                                              | 5                                                              | 5                                                              | 15       |

### Érmesek
| Az 1928. évi nyári olimpiai játékok érmesei női úszásban | |        |                                                                                           |        |                                                                                                   |        |
| Versenyszám                                              | Arany | Arany  | Ezüst                                                                                     | Ezüst  | Bronz                                                                                             | Bronz  |
| 100 m gyors                                              | Albina Lucy Osipowich · Egyesült Államok (USA)                                                                                          | 1:11,0 | Eleanor Saville · Egyesült Államok (USA)                                                  | 1:11,4 | Joyce Cooper · Nagy-Britannia (GBR)                                                               | 1:13,6 |
| 400 m gyors                                              | Martha Norelius · Egyesült Államok (USA)                                                                                                | 5:42,8 | Marie Braun · Hollandia                                                                   | 5:57,8 | Josephine McKim · Egyesült Államok (USA)                                                          | 6:00,2 |
| 100 m hát                                                | Marie Braun · Hollandia (NED) | 1:22,0 | Ellen Elizabeth King · Nagy-Britannia (GBR)                                               | 1:22,2 | Joyce Cooper · Nagy-Britannia (GBR)                                                               | 1:22,8 |
| 200 m mell                                               | Hilde Schrader · Németország (GER) | 3:12,6 | Mietje Baron · Hollandia (NED)                                                            | 3:15,2 | Charlotte Mühe · Németország (GER)                                                                | 3:17,6 |
| 4×100 m váltó                                            | Egyesült Államok (USA) · Adelaide Lambert · Albina Lucy Osipowich · Eleanor Saville · Martha Norelius · Susan Laird* · Josephine McKim* | 4:47,6 | Nagy-Britannia (GBR) · Joyce Cooper · Iris Tanner · Cissie Stewart · Ellen Elizabeth King | 5:02,8 | Dél-afrikai Unió (RSA) · Rhoda Rennie · Frederica Van Der Goes · Marie Redford · Kathleen Russell | 5:13,4 |

## Magyar részvétel
Az olimpián nyolc úszó – hat férfi és két női úszó – képviselte Magyarországot, akik összesen egy második és egy negyedik helyezést értek el, és ezzel nyolc olimpiai pontot szereztek. Ez négy ponttal több, mint az előző, 1924. évi olimpián elért eredmény.
A magyar úszók a következő versenyszámokban indultak (zárójelben az elért helyezés, illetve időeredmény):
| Magyar részvétel az 1928. évi nyári olimpiai játékok úszóversenyein |                                                                       |                                       |
| versenyszám                                                         | férfi úszás                                                           | női úszás                             |
| 100 m gyors                                                         | Bárány István (2. – 59,8) Gáborfi Antal (1:04,8) Wanié Rezső (1:03,8) | Sipos Margit (1:18,8) Stieber Sarolta |
| 400 m gyors                                                         | Tarródy Géza (5:41,0) Wanié Rezső (5:35,2)                            | –                                     |
| 100 m hát                                                           | Bitskey Aladár (1:15,6)                                               | –                                     |
| 4×200 m váltó                                                       | (4. – 9:57,0) Bárány István Tarródy Géza Wanié András Wanié Rezső     | –                                     |